# معركة وفلة
معركة وفلة وقعت في 28 أغسطس 1542 ،بالقرب من بحيرة أشينجي في وفلة حاليا في أثيوبيا إقليم تيغراي ،بين البرتغاليين تحت قيادة كريستوفاو دا غاما وقوات الإمام أحمد بن إبراهيم الغازي .ما ساعد علي تفوق سلطنة العدل ليس التفوق العددي فقط ولكنها الأسلحة النارية أيضا، وكان الإمام أحمد منتصرا وأجبر البرتغاليين، ومعهم الملكة سابلة وينجل وحاشيتها، على الفرار من مخيمهم المحصن وترك أسلحتهم وراءهم.
في فرارهم من أرض المعركة مع 14 جنديا، غاما مع ذراعه المكسورة من رصاصة، اعتقل في تلك الليلة من قبل أتباع الإمام أحمد،
ثم اقتيد إلى مكان وجود الإمام أحمد وهناك تعرض للتعذيب، ثم في النهاية سحب الإمام سيفه وقطع رأس غاما.